# Sepsis bigemmis
Sepsis bigemmis är en tvåvingeart som beskrevs av Oswald Duda 1926. Sepsis bigemmis ingår i släktet Sepsis och familjen svängflugor. Inga underarter finns listade i Catalogue of Life.